# Porteur d'eau africain
Le Porteur d'eau africain est une sculpture de Georges Henri Guittet, en marbre gris, créée en 1900. Elle est conservée au Musée de Picardie à Amiens.

## Historique
Georges Henri Guittet étudia la sculpture à l'école des beaux-arts d'Amiens puis à Paris. Après son service militaire, il obtint une bourse en 1899 lui permettant de se former parmi les sculpteurs de la Société des artistes français et de voyager en Orient. De là naquit, sans doute, son attirance pour l'orientalisme. Porteur d'eau africain est exposée à l'Exposition Universelle de Paris en 1900 et au Salon des artistes français en 1901. L'œuvre est achetée, en 1903, par la Commission du musée, après la mort de l'artiste.
Cette sculpture contribua, à sa manière, à populariser l'idée de colonisation. Le contexte local doit ici être rappelé : en 1906, se déroula, à Amiens, une exposition internationale. Dans ce cadre, fut inauguré, le 14 mai, un zoo humain appelé « Le village sénégalais » qui rencontra beaucoup de succès.

## Caractéristiques
Cette œuvre s'inscrit peu ou prou dans la lignée de celles de Charles Cordier. Le talent de l'artiste lui a permis de lier à la fois l'orientalisme et le réalisme. Le sculpteur est parvenu à reproduire dans le marbre l'expression de la souffrance d'un corps qui ploie sous la charge et la chaleur. Loin d'exalter la force et la beauté, la nudité du corps, les membres inférieurs fléchis, la position des bras expriment la fatigue et la lassitude. L'expression du visage le fait tout autant. L'outre remplie est sanglée sur le torse du porteur et vient s'appuyer sur son dos, le contraignant à se courber pour pouvoir avancer. L'étude anatomique parfaite que nous donne à voir l'artiste renforce le réalisme de la scène.
Le succès que la sculpture rencontra auprès du public amena à la fabrication de plusieurs petites reproductions en bronze.